# Guld & glöd
Guld & glöd är ett livealbum av Sven-Ingvars, utgivet 14 augusti 2002 och inspelat på Tyrol i Stockholm den 12 april 2002.

## Låtlista
1. Intro ; Nio liv (P. Jonsson)
2. Medley: Lika ung som då, Gamla polare (N. Strömstedt ; B. Månson)
3. Högt i det blå (P. Gessle)
4. Diana (P. Anka)
5. Rock & roll-medley (M. Freedman, J. Deknight, B. Bryant, D. Watson, trad., D. Covay, J. Berry, J. Leiber, M. Stoller)
6. Det kommer från hjärtat (P. Fransson, P. Karlsson)
7. Te dans mä Karlstatösera (R. Lindström, E. Uppström)
8. Fröken Fräken (T. Skogman)
9. En prästkrage i min hand (G. Rybrant, O. Thiel)
10. Ett litet rött paket (O. Thörnqvist)
11. Önskebrunnen (R. Wallebom)
12. Luffarvisa (M. Nilsson)
13. Kristina från Vilhelmina (R. Wallebom)
14. Det var dans bort i vägen (G. Fröding, H. Lambert)
15. Anita (G. Fröding, S.-E. Magnusson)
16. Marie, Marie (S. Hellstrand)
17. Två mörka ögon (B. Månson)
18. Akustiskt medley (I. Hellberg, R. Wallebom, J. Waard, L. Berghagen, D.A. Winter, C. Desage, K. Lindén)
19. Min gitarr (T. Skogman, S.-E. Magnusson)
20. Så många mil, så många år (D. Hylander)
21. Jag ringer på fredag (I. Hellberg)
22. Byns enda blondin (N. Strömstedt)
23. Kyss mej stilla (P. LeMarc)
24. Torparrock (G. Johansson)
25. Börja om från början (R. Wallebom)
26. Någon att hålla i hand (C. Thomas, T. Connor, A. Forss)
27. När rocken kom till byn (P. Bäckman, S.-E. Magnusson)
28. Juninatten (T. Styffe, S.-E. Magnusson)

## Listplaceringar
| Lista (2002-2003) | Topplacering |
| ----------------- | ------------ |
| Norge             | 12           |
| Sverige           | 2            |

### Fotnoter
1. ↑  ”Guld & glöd”. Sven-Ingvars. 8 mars 2002. Arkiverad från originalet den 6 april 2013. https://web.archive.org/web/20130406033050/http://www.sven-ingvars.se/guldglod.htm. Läst 8 juni 2013.
2. ↑  Zendry Svärdkrona (16 juli 2002). ”Den vackraste låt Sven-Ingvars gjort” (på svenska). Aftonbladet. https://www.aftonbladet.se/nojesbladet/a/P3ox80/den-vackraste-lat-sven-ingvars-gjort. Läst 15 oktober 2018.
3. ↑  ”Guld & glöd”. Svensk mediedatabas. 8 mars 2002. http://smdb.kb.se/catalog/id/001550003. Läst 8 juni 2013.
4. ↑  ”Guld & glöd”. Hitparad. 2002-2003. http://norwegiancharts.com/showitem.asp?interpret=Sven%2DIngvars&titel=Guld+%26+Gl%F6d+%2D+Mer+hits+%E4n+N%E5gonsin&cat=a. Läst 8 juni 2013.
5. ↑  ”Guld & glöd”. Hitparad. 2002-2003. http://swedishcharts.com/showitem.asp?interpret=Sven%2DIngvars&titel=Guld+%26+Gl%F6d+%2D+Mer+hits+%E4n+N%E5gonsin&cat=a. Läst 8 juni 2013.